# 경당 (고구려)
경당(扃堂)은 고구려의 사학 교육기관(私學敎育機關)이다.
태학이 고구려 귀족의 자제를 모아 유학을 중심으로 교육하는 관학(官學)인데 대해, 후기에 설치된 경당은 일반 평민층이 그들의 자제를 교육하기 위하여 설립했다. 여기에서는 경전(經典)과 궁술(弓術)을 가르쳤다. 평양 천도 이후 경당은 각처에 설치되어, 문무를 겸비한 인재를 양성하였다.

## 같이 보기
- 삼국시대의 교육#고구려의 교육
- 태학 (고구려)